# Gornja Meminska
Gornja Meminska is een plaats in de gemeente Majur in de Kroatische provincie Sisak-Moslavina. De plaats telt 13 inwoners (2001).